# Benson (Illinois)
Benson – wieś w Stanach Zjednoczonych, w stanie Illinois, w hrabstwie Woodford.